# Lucasville
Lucasville és una concentració de població designada pel cens dels Estats Units a l'estat d'Ohio. Segons el cens del 2000 tenia 1.588 habitants.

## Demografia
Segons el cens del 2000, Lucasville tenia 1.588 habitants, 589 habitatges, i 448 famílies. La densitat de població era de 243,3 habitants per km².
Dels 589 habitatges en un 33,8% hi vivien nens de menys de 18 anys, en un 57,2% hi vivien parelles casades, en un 14,1% dones solteres, i en un 23,8% no eren unitats familiars. En el 21,2% dels habitatges hi vivien persones soles el 10,4% de les quals corresponia a persones de 65 anys o més que vivien soles. El nombre mitjà de persones vivint en cada habitatge era de 2,7 i el nombre mitjà de persones que vivien en cada família era de 3,08.
Per edats la població es repartia de la següent manera: un 26,8% tenia menys de 18 anys, un 9,8% entre 18 i 24, un 26,6% entre 25 i 44, un 25,3% de 45 a 60 i un 11,5% 65 anys o més.
L'edat mediana era de 37 anys. Per cada 100 dones de 18 o més anys hi havia 87,4 homes.
La renda mediana per habitatge era de 25.313 $ i la renda mediana per família de 37.443 $. Els homes tenien una renda mediana de 30.125 $ mentre que les dones 21.174 $. La renda per capita de la població era de 13.569 $. Aproximadament el 6,8% de les famílies i el 8,5% de la població estaven per davall del llindar de pobresa.

## Poblacions més properes
El següent diagrama mostra les poblacions més properes.